# Restauració (absolutisme)
La Restauració és el sistema polític que apareix a Europa a l'inici del segle xix quan, després de la derrota de Napoleó, l'any 1814, les potències europees es reuneixen en el Congrés de Viena i decideixen restaurar l'absolutisme com a sistema polític.